# Arctosa brauni
Arctosa brauni là một loài nhện trong họ Lycosidae.
Loài này thuộc chi Arctosa. Arctosa brauni được Embrik Strand miêu tả năm 1916.